# Черрини, Джованни Доменико
Джованни Доменико Черрини, известный также как Кавалер Перуджино (итал. Giovanni Domenico Cerrini; 1609, Перуджа — 1681, Рим) — итальянский художник эпохи барокко.

## Жизнь и творчество
Дж. Д. Черрини был учеником художника Джованни Антонио Скарамуччиа. В 1638 году он приехал в Рим, где работал в мастерской Гвидо Рени. В то же время Черрини находился под творческим влиянием таких художников болонской школы живописи, как Гверчино, Джованни Ланфранко, Доменикино и Андреа Сакки.
В Риме Черрини нашёл покровителя и мецената в лице кардинала Бернардино Спада. Кардинал Джулио Роспильози (тогда будущий папа римский Климент IX) в 1654—1655 годах предоставил художнику подряд на роспись купола собора Санта-Мария-делла-Витториа. Эта работа Черрини сделана в духе фресок Доменичино. В 1660—1661 годах Черрини жил и работал во Флоренции.
Алтарные картины и другие полотна Джованни Доменико Черрини можно увидеть во многих римских церквях — в Санта-Мария-ин-Траспонтина, Сан-Карло алле Куатро Фонтане, Санта-Мария-ин-Валичелла, Сан-Карло-аи-Катинари, Сантиссимо-Сударио-деи-Пьемонтези, Санто-Исидоро, а также в галерее Колонна, Палаццо Спада, Палаццо Корсини.

## Галерея

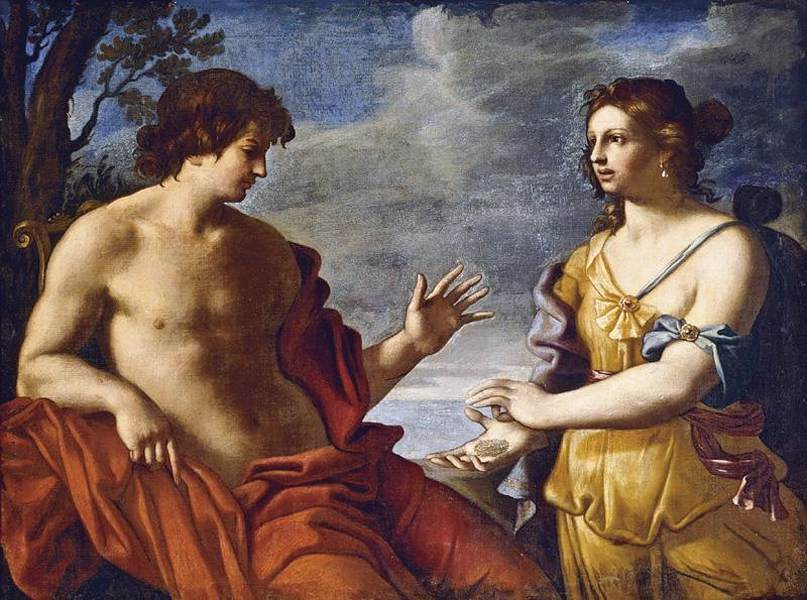
Аполлон и кумская сивилла
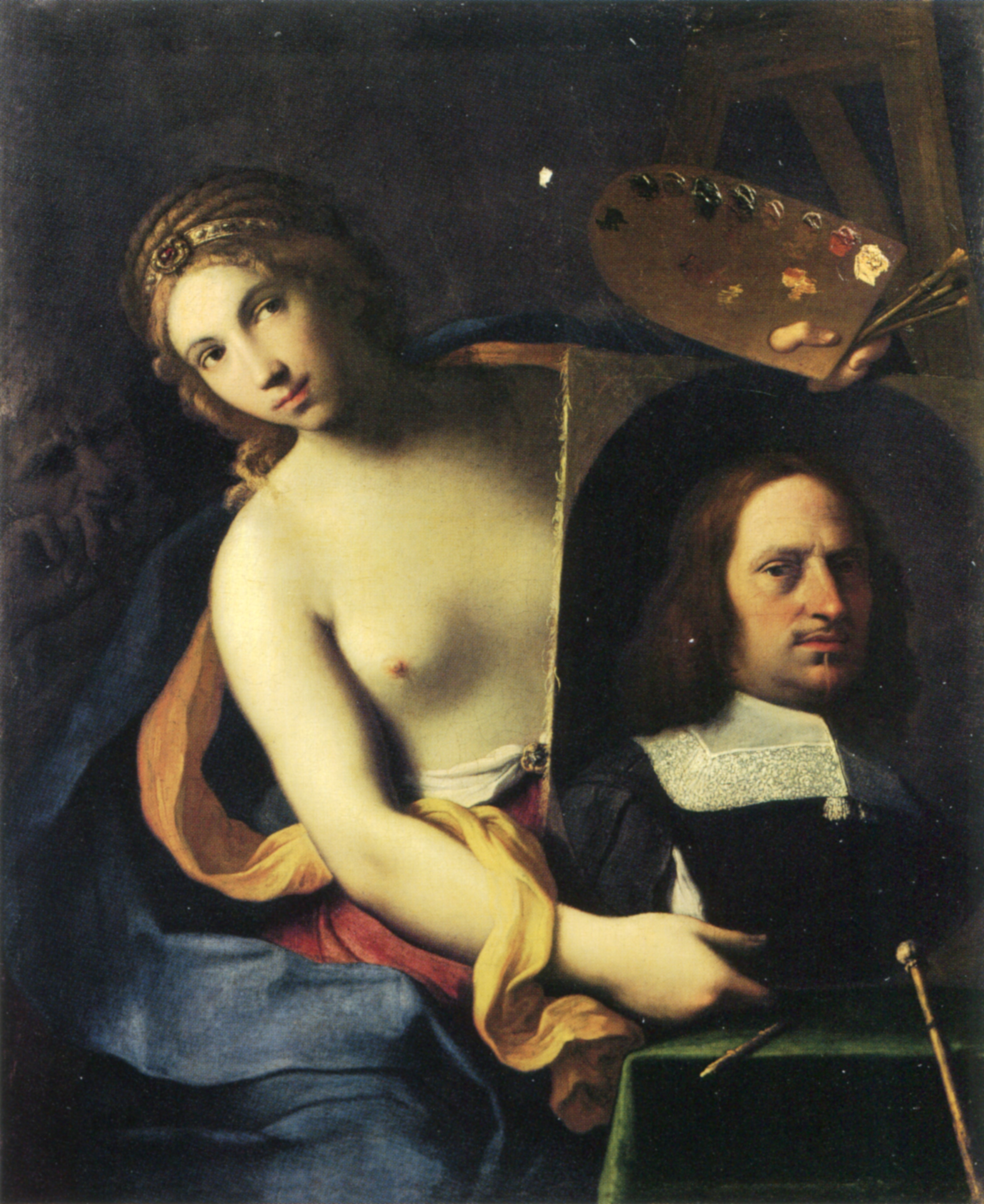
Аллегория живописи
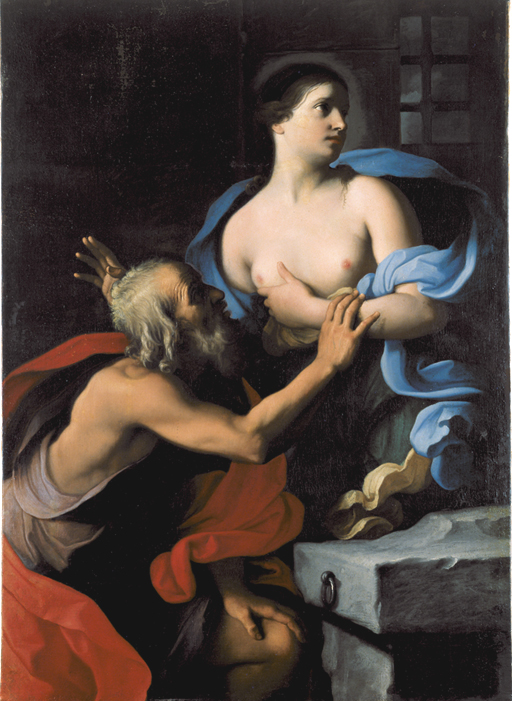
Романское милосердие
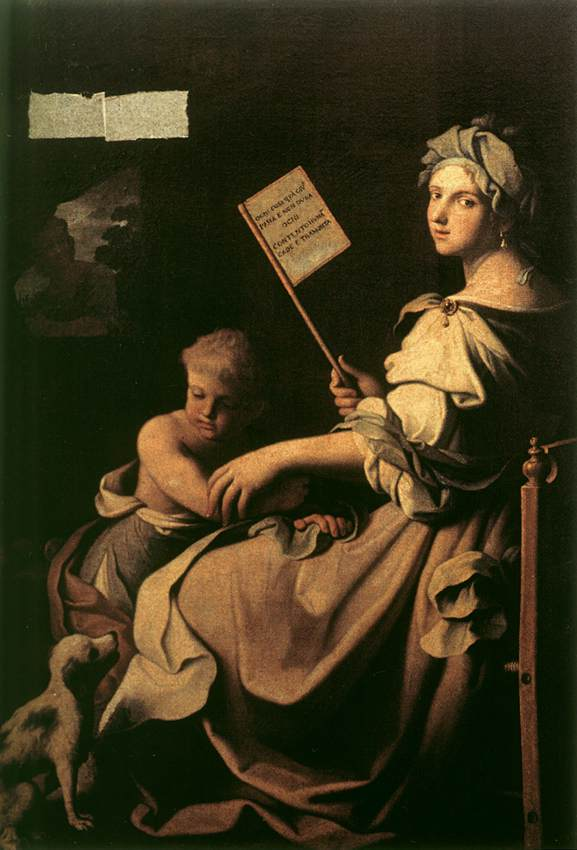
Аллегория человеческой нежности
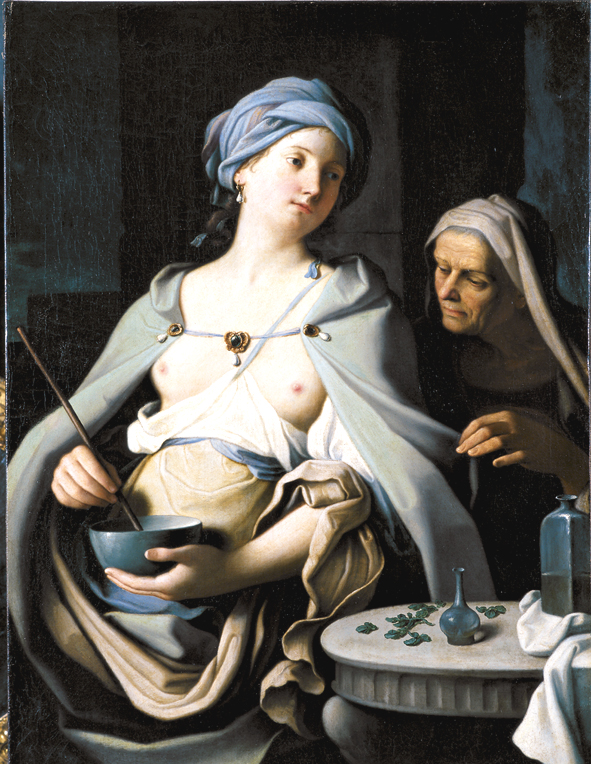
Волшебница Цирцея
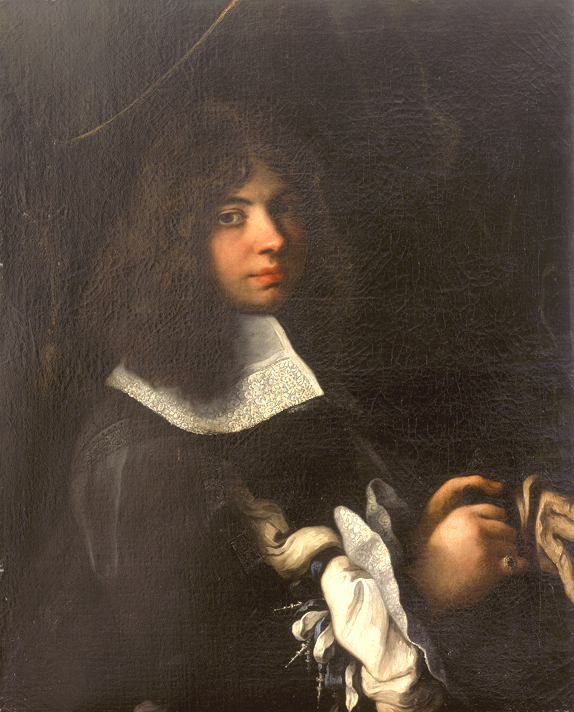
Портрет дворянина

1. ↑  askArt — 2000.